# Pelargonium incrassatum
Pelargonium incrassatum gehört zur Gattung Pelargonium innerhalb der Familie der Storchschnabelgewächse (Geraniaceae).

## Beschreibung

### Vegetative Merkmale

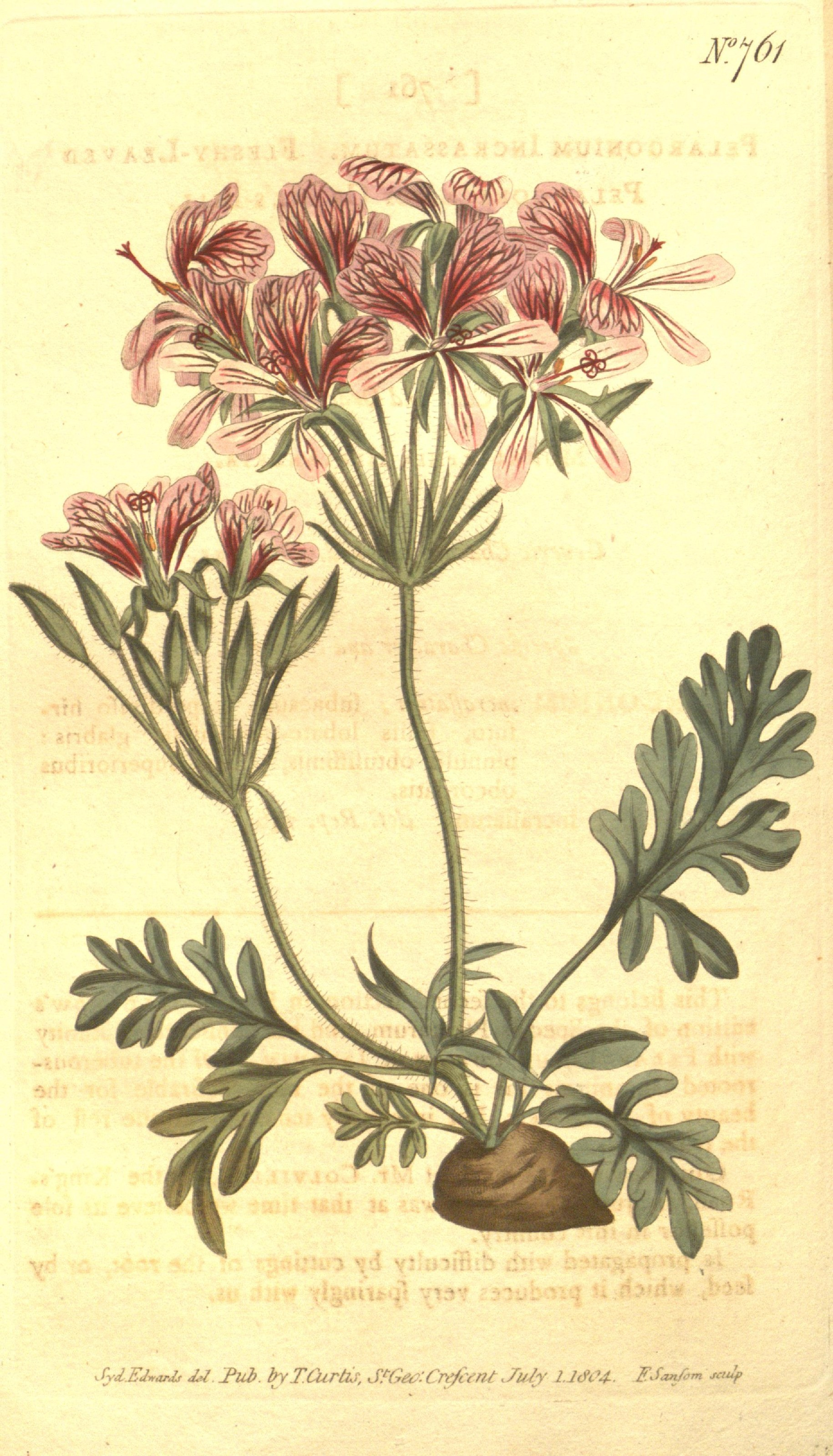
Illustration aus Curtis’s Botanical Magazine

Die Art wächst als laubabwerfender Geophyt. Die gestielten, grünen Blätter besitzen eine gefiedert-gelappte bis unregelmäßig gefiederte Spreite und sind eiförmig bis schmal eiförmig geformt. Des Weiteren sind sie dicht behaart und mit vereinzelten Drüsenhaaren versehen. Die pfriemlichen Nebenblätter sind auf der Hälfte ihrer Länge mit den Blattstielen verwachsen.

### Generative Merkmale
Der unverzweigte Blütenstand besteht aus 20 bis 40 Einzelblüten. Der lange Blütenbecher ist ein wenig gebogen und die fünf Kronblätter sind leuchtend purpurn bis leuchtend rosa mit weißen Nägeln gefärbt. Während des Aufblühens spreizen sich die Nägel ab und bilden eine Scheide aus. Die oberen beiden Kronblätter sind in einen Nagel ausgezogen und verkehrt eiförmig geformt. Die unteren drei Kronblätter sind spatelig. Es werden fünf verschieden lange fertile Staubblätter ausgebildet. Der Pollen ist gelb gefärbt.

## Vorkommen
Pelargonium incrassatum kommt aus den südafrikanischen Provinzen Nordkap und Westkap.

## Taxonomie
Die Erstbeschreibung der Art erfolgte 1802 durch Henry Charles Andrews als Geranium incrassatum. John Sims stellte die Art 1804 in die Gattung Pelargonium.
Synonyme sind Hoarea incrassata (Andrews) Sweet, Geraniospermum incrassatum (Andrews) Kuntze, Geranium roseum Andrews, Pelargonium roseum (Andrews) Aiton, Hoarea rosea (Andrews) Sweet, Geraniospermum roseum (Andrews) Kuntze, Pelargonium condensatum Persoon, Geranium condensatum (Persoon) Poiret und Pelargonium centauroides DC.
Sie gehört zur Sektion Hoarea (Sweet) DC. und ist eine der am häufigsten in der Natur vorkommenden und attraktivsten Art der Sektion.